# Лионардтаун (Мериленд)
Лионардтаун (енгл. Leonardtown) град је у америчкој савезној држави Мериленд.

## Демографија
По попису из 2010. године број становника је 2.930, што је 1.034 (54,5%) становника више него 2000. године.
| Група             | 2000.         | 2010.         |
| Белци             | 1.375 (72,5%) | 2.187 (74,6%) |
| Афроамериканци    | 455 (24,0%)   | 436 (14,9%)   |
| Азијати           | 28 (1,5%)     | 80 (2,7%)     |
| Хиспаноамериканци | 16 (0,8%)     | 105 (3,6%)    |
| Укупно            | 1.896         | 2.930         |